# سیارک ۲۱۵۴۵
سیارک ۲۱۵۴۵ (به انگلیسی: 21545 Koirala، نامگذاری:1998QO33) بیست و یک هزار و پانصد و چهل و پنجمین سیارک کشف شده‌است که در ۱۷ اوت ۱۹۹۸ کشف شد.
قدر مطلق سیارک برابر ۲۱.۴ است.